# Các hang động Waitomo

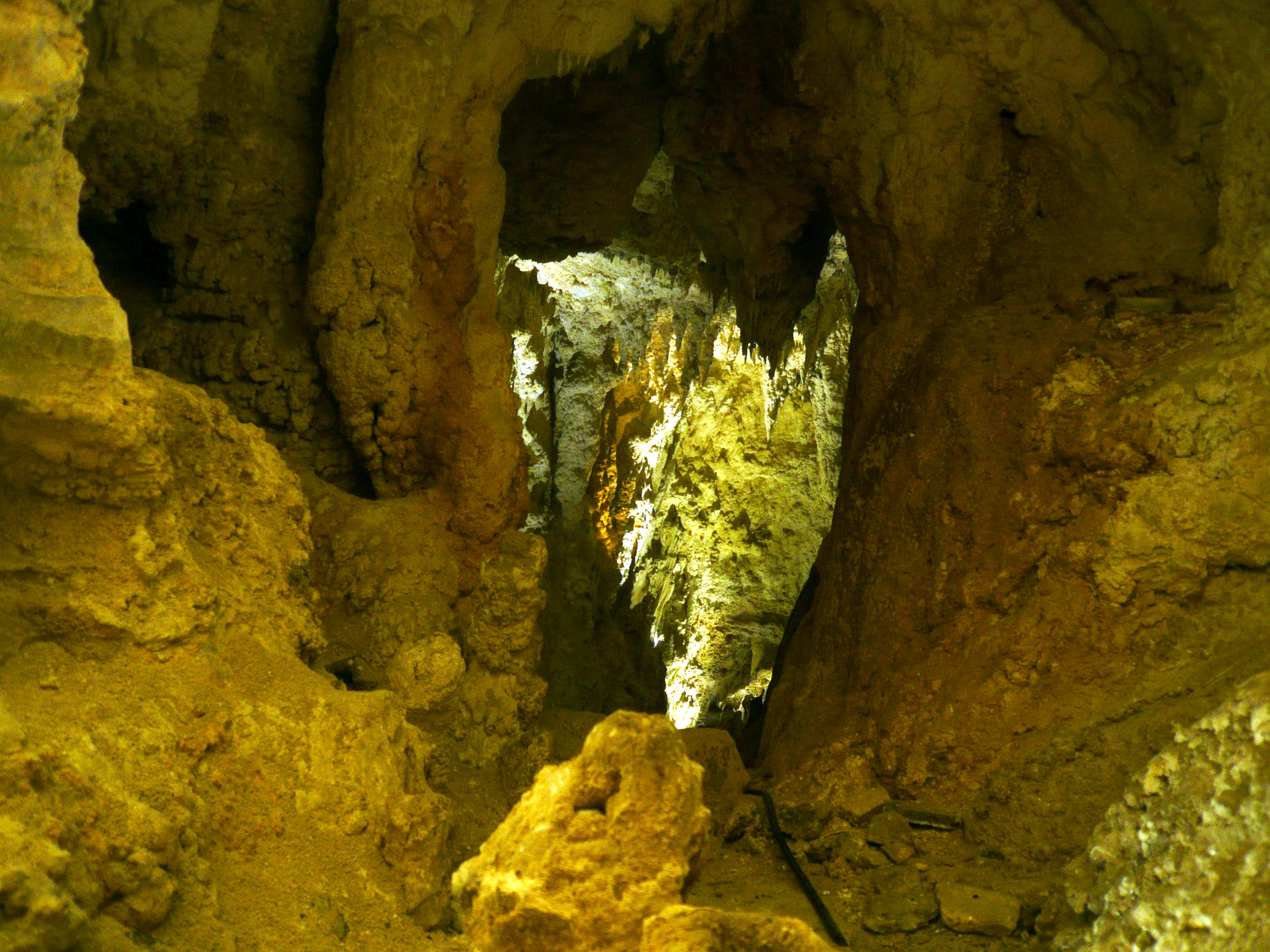

Các hang động Waitomo là hệ thống hang động tọa lạc bên ngoài thị trấn Waitomo, New Zealand. Hang động Waitomo có sức hấp dẫn và vẻ đẹp cuốn hút bởi đây là nơi định cư của loài đom đóm. Người Maori đã biết đến sự tồn tại của hang động này từ trước đó rất lâu, tuy nhiên do hang động nằm chìm dưới mặt đất nên người ta rất khó tiếp cận. Do đó, hệ thống hang chỉ được khám phám khi Fred và Tane bắt tay thực hiện.
Hang Waitomo được khám phá lần đầu tiên vào năm 1887 bởi thủ lĩnh địa phương người Maori tên là Tane Tinorau. Trong đoàn đi cùng ông còn có một thanh tra viên người Anh tên Fred Mace. Để có thể đi được vào hang, Fred và Tane đã làm một chiếc bè, họ bắt đầu đốt đuốc chèo bè theo dòng nước chảy dưới mặt đất để xâm nhập vào bên trong hang.